# Borboropora quadriceps
Borboropora quadriceps är en skalbaggsart som först beskrevs av Leconte 1866.  Borboropora quadriceps ingår i släktet Borboropora och familjen kortvingar. Inga underarter finns listade i Catalogue of Life.